# مارک لوتس
مارک لوتس (هلندی: Marc Lotz؛ زادهٔ ۱۹ اکتبر ۱۹۷۳) دوچرخه‌سوار اهل هلند است.